# Elecciones municipales de 2019 en Barcarrota
Las elecciones municipales de 2019 se celebraron en Barcarrota el domingo 26 de mayo, de acuerdo con el Real Decreto de convocatoria de elecciones locales en España dispuesto el 1 de abril de 2019 y publicado en el Boletín Oficial del Estado el día 2 de abril. Se eligieron los 11 concejales del pleno del Ayuntamiento de Barcarrota, a través de un sistema proporcional (método d'Hondt), con listas cerradas y un umbral electoral del 5 %.

## Candidaturas
En abril de 2019 se publicaron 4 candidaturas, el PSOE con María del Carmen Durán Fores a la cabeza, el Partido Popular con el anterior alcalde Alfonso Carlos Macias Gata a la cabeza, Unidas Podemos con Dolores Asensio Durán a la cabeza y Ciudadanos con José Benigno Benavides Pizarro en cabeza de lista.

## Resultados
Tras las elecciones, el Partido Popular ganó los comicios manteniendo los cinco escaños que tenía la legislatura pasada, el Partido Socialista consiguió 5 escaños, uno más que en la anterior legislatura y Unidas Podemos que irrumpir con un escaño en el consistorio.
| Candidatura     | Candidatura                              | Votos | %                                       | Escaños                                 |
| --------------- | ---------------------------------------- | ----- | --------------------------------------- | --------------------------------------- |
|                 | Partido Popular (PP)                     | 1075  | 41,43                                   | 5                                       |
|                 | Partido Socialista Obrero Español (PSOE) | 948   | 38,20                                   | 5                                       |
|                 | Unidas Podemos (UP)                      | 292   | 11,76                                   | 1                                       |
|                 |                                          |       |                                         |                                         |
| Ciudadanos (Cs) | Ciudadanos (Cs)                          | 144   | 5,80                                    | 0                                       |
| Votos en blanco | Votos en blanco                          | 23    | 0,93                                    | n/a                                     |
| Votos válidos   | Votos válidos                            | 5.459 | 100,00                                  | 11                                      |
| Votos nulos     | Votos nulos                              | 31    | Participación: · \| \| 85,33 % \| 2,06% | Participación: · \| \| 85,33 % \| 2,06% |
| Votantes        | Votantes                                 | 2.513 | Participación: · \| \| 85,33 % \| 2,06% | Participación: · \| \| 85,33 % \| 2,06% |
| Electores       | Electores                                | 2.945 | Participación: · \| \| 85,33 % \| 2,06% | Participación: · \| \| 85,33 % \| 2,06% |
|                 | 85,33 %                                  |       |                                         |                                         |

## Concejales electos
| N.º | Nombre                                  | Lista | Lista |
| --- | --------------------------------------- | ----- | ----- |
| 1   | Alfonso Carlos Macias Gata              |       | PP    |
| 2   | María Carmen Durán Flores               |       | PSOE  |
| 3   | José Miguel García Barquero             |       | PP    |
| 4   | Feliciano Guisado Sánchez               |       | PSOE  |
| 5   | Manuel Jesús Serrano Álvarez De Luna    |       | PP    |
| 6   | Laura Tanco Alzas                       |       | PSOE  |
| 7   | Dolores Asensio Durán                   |       | UP    |
| 8   | María de la Concepción Gutiérrez Larios |       | PP    |
| 9   | Miguel Rodríguez Agudo                  |       | PSOE  |
| 10  | Emilia María Sequedo Llinas             |       | PP    |
| 11  | María Dolores López Gómez               |       | PSOE  |